# 丸山正雄
丸山正雄（日语：／ Maruyama Masao，1941年6月19日—），日本資深男性動畫企劃、製作人。出身於宮城縣鹽竈市，學歷為法政大學文學系畢業。動畫製作公司MAPPA和Studio M2的創設人及代表，也是動畫製作公司MADHOUSE的前社長與共同創辦人之一。

## 經歷、人物
1965年，進入蟲製作公司（舊社）。1972年，在蟲製作公司面臨經營危機之下，與出崎統、林太郎、川尻善昭成立有限公司Mad House（現在正式全名為株式會社MADHOUSE）。
1980年，出崎統與杉野昭夫退出MADHOUSE另外成立阿納普魯工作室之後，接任MADHOUSE的社長（至2000年為止）。
1997年，MADHOUSE接下今敏執導的處女作《藍色恐懼》的電影動畫製作之後在劇院上映獲得迴響，與丸山建立關係並成為與MADHOUSE的長期合作夥伴。
2002年，榮獲第7回神戶動畫獎特別賞。
2011年6月從MADHOUSE退職之後，在MADHOUSE的舊址阿佐谷成立MAPPA。
2016年4月，将社长让与作为MAPPA创始成员之一大冢学，自己就任董事长。同时成立Studio M2，就任该社社长。

## 主要參與作品

### 蟲製作公司
皆為電視動畫。
- W3（演出助理，1965年－1966年）
- 緞帶騎士（設定，1967年－1968年）
- 明日之丈（設定，1970年－1971年）

### MADHOUSE
電視動畫
- YAWARA！（製作人，1989年－1992年）
- DNA²（製作人，1994年－1995年）
- 槍神Trigun（企劃，1998年）
- 危險調查員（製作人，1998年－1999年）
- 超級娃娃戰士★莉卡（動畫製作執行人，1998年－1999年）
- 亞歷山大戰記（製作人，1999年）
- 炸彈人 彈珠人爆外傳V（企劃製作人，1999年－2000年）
- 恐怖寵物店（1999年）
- 十兵衛 -心形眼罩的秘密-（製作人，1999年）
- 幻影死神 Boogiepop Phantom（製作人，2000年）
- 櫻花大戰TV（製作人，2000年）
- 隨風飄的月影蘭（企劃，2000年）
- 向阳之树（製作人，2000年）
- 第一神拳（製作人，2000年－2002年）
- 魔法少女貓（日语：魔法少女猫たると）（企劃協力，2001年）
- 華麗的機會（日语：チャンス〜トライアングルセッション〜）（企劃，2001年）
- 鈴鐺貓娘Panyo Panyo（執行製作人，2002年）
- 馭龍少年（企劃製作人，2002年－2003年）
- 迷糊天使（企劃，2002年）
- Chobits（企劃，2002年）
- 水瓶戰記Sign for Evolution（企劃，2002年）
- 炎之蜃氣樓（製作人，2002年）
- 爆彈小新娘（製作人，2002年）
- 花田少年史（製作人，2002年－2003年）
- 阿倍野橋魔法商店街（動畫製作人，2002年）
- 魔法少女貓（日语：TEXHNOLYZEx）（執行製作人，2003年）
- 獸兵衛忍風帖 龍寶玉篇（企劃，2003年）
- GUNSLINGER GIRL （企劃，2003年－2004年）
- 槍墓（企劃，2003年－2004年）
- 鈴鐺貓娘Nyo（企劃製作人，2003年－2004年）
- 星球流浪記（企劃製作人，2003年－2004年）
- 天上天下（製作人，2004年）
- 極道鮮師（製作人，2004年）
- Sweet Valerian（日语：スウィート・ヴァレリアン）（企劃，2004年）
- MONSTER（製作人，2004年－2005年）
- 十兵衛2 -西伯利亞柳生的逆襲-（企劃，2004年）
- 妄想代理人（企劃，2004年）
- BECK（企劃，2004年－2005年）
- 草莓100%（企劃，2005年）
- 天國之吻（製作人，2005年）
- 我太太是高中生（企劃，2005年）
- 鬥牌傳說（製作人，2005－2006年）
- NANA（製作人，2006年－2007年）
- 草莓狂熱（企劃，2006年）
- 彩雲國物語（動畫製作人，2006年－2008年）
- 夢使者（企劃，2006年）
- 企業傭兵（企劃，2006年）
- 獸爪（日语：ケモノヅメ）（企劃，2006年）
- 太陽默示錄（日语：太陽の黙示録）（企劃，2006年）
- 死亡筆記本（製作人，2006年－2007年）
- 童話槍手小紅帽（企劃，2006年－2007年）
- 牙 -KIBA-（日语：牙 (アニメ)）（企劃，2006年－2007年）
- 東京暴族2（日语：TOKYO TRIBE2）（企劃，2006年－2007年）
- 大江戶火箭（企劃，2007年）
- 怪物王女（企劃，2007年）
- 惡魔獵人（企劃，2007年）
- 劍豪生死鬥（企劃，2007年）
- 獵魔戰記（製作人，2007年）
- 電腦線圈（動畫製作人，2007年）
- 賭博默示錄（企劃，2007年－2008年）
- 魔人偵探腦嚙涅羅（企劃，2007年－2008年）
- 楓之谷（企劃，2007年－2008年）
- 意外（企劃，2007年－2008年）
- 假面女僕衛士（企劃，2008年）
- 奇奇的異想世界（企劃，2008年）
- 艾莉森與莉莉亞（企劃，2008年）
- 秘密 ～The Revelation～（企劃，2008年）
- 海馬（企劃，2008年）
- 致命紫羅蘭：編號044（日语：ウルトラヴァイオレット#テレビアニメ）（企劃，2008年）
- 魍魎之匣（企劃，2008年）
- ONE OUTS（企劃，2008年－2009年）
- CHAOS;HEAD（企劃，2008年）
- 再造人卡辛（企劃，2008年－2009年）
- 黑塚 -KUROZUKA-（日语：黒塚 KUROZUKA）（企劃，2008年）
- 星際寶貝（企劃，2008年－2009年）
- 第一神拳 新挑戰者（企劃，2009年）
- 背騎少女（企劃，2009年）
- 超能力大戰（企劃，2009年）
- 青色文學系列（企劃，2009年）
- 奇蹟少女KOBATO（企劃，2009年－2010年）
- 星際寶貝 ～神奇大冒險～（企劃，2009年－2010年）
- 少年犯之七人（企劃，2010年）
- 鋼鐵人 (2010年電視動畫（日语：アイアンマン (2010年のアニメ)）)（企劃，2010年）
- 超自然檔案：THE ANIMATION（執行製作人，2011年）
- 金鋼狼 (2011年電視動畫（日语：ウルヴァリン (アニメ)）)（企劃，2011年）
- 賭博默示錄 破戒録篇（企劃，2011年）
- 刀鋒戰士（2011年電視動畫）（企劃，2011年）
- HUNTER×HUNTER (新版)（創意製作人，2011年）
- 花牌情緣（創意製作人，2011年－2012年、2013年）

電視廣告
- 明治 果汁軟糖（日语：果汁グミ） Tweet Mystery 篇（動畫製作人，2011年）

OVA
- 幽靈電車（日语：X電車で行こう）（設定製作人，1987年）
- JUNK BOY（日语：JUNK BOY）（製作人，1987年）
- 羅德斯島戰記（製作人，1990年）
- NINETEEN 19（日语：NINETEEN 19）（製作人，1990年）
- OZ（日语：OZ (樹なつみの漫画)）（設定，1992年）
- 絕愛 -1989-（日语：絶愛-1989-）（製作人，1992年）
- 下載 南無阿彌陀佛是愛的誦詩（日语：ダウンロード 南無阿弥陀仏は愛の詩）（製作人，1992年）
- 輾轉難眠的江戶！（日语：お江戸はねむれない!）（製作人，1993年）
- 人魚之傷（企劃，1993年）
- CLAMP IN WONDERLAND（日语：CLAMP IN WONDERLAND）（製作執行人，1994年）
- 真·孔雀王（製作執行人，1994年）
- 幽幻怪社（企劃，1994年）
- 鐵腕女警（製作人，1996年）
- Psycho Diver 魔性菩薩（日语：サイコダイバー・シリーズ）（企劃／製作人，1997年）
- 支配者的黃昏 TWILIGHT OF THE DARK MASTER（日语：支配者の黄昏）（製作人，1998年）
- TRAVA-FIST PLANET episode 1（製作人，2002年）
- 茄子 旅行箱中的候鳥（日语：茄子 スーツケースの渡り鳥）（企劃，2007年）

電影動畫
- 通向夏天的大門（日语：夏への扉 (漫画)）（設定，1981年）
- 浮浪雲（日语：浮浪雲）（設定，1982年）
- 神奇獨角馬：前往魔法之島（日语：ユニコ#映画第二作『ユニコ 魔法の島へ』）（設定，1983年）
- 赤腳小元（（設定，1983年）
- 回首再見她（日语：ボビーに首ったけ）（製作人，1985年）
- 火鳥 鳳凰篇（製作人，1986年）
- 時空旅人 -Time Stranger-（製作人，1986年）
- 赤腳小元2（製作人，1986年）
- 劇場版 怒吼吧，奔奔（日语：ほえろブンブン）（製作人，1987年）
- 妖獸都市（設定，1987年）
- 迷宮物語（構成／製作人，1987年）
- 劇場版 銀河英雄傳說 -我的征途，星之大海-（動畫製作執行人，1988年）
- 隨風而逝的記憶（設定，1990年）
- 獸兵衛忍風帖（製作執行人，1993年）
- 藍色恐懼（製作執行人，1998年）
- 大都會（企劃，2001年）
- 千年女優（企劃，2002年）
- 茄子 安達魯西亞之夏（製作人，2003年）
- 東京教父（企劃，2003年）
- 盜夢偵探PAPRIKA（企劃，2006年）
- 穿越時空的少女（企劃，2006年）
- 琴之森（企劃，2007年）
- 肉桂狗 the Movie（企劃，2007年）
- 老鼠物語 ～喬治和傑拉爾德的冒險～（日语：ねずみ物語）（企劃，2007年）
- 地獄天使 (漫畫)（企劃，2008年）
- 夏日大作戰（企劃，2009年）
- 槍神Trigun Badlands Rumble（企劃，2010年）
- 超時空甩尾（企劃，2010年）
- 對某飛行員的追憶（企劃，2011年）
- 藏獒多吉 ～金色的Doge～（日语：チベット犬物語 〜金色のドージェ〜）（企劃，2012年）
- 狼的孩子雨和雪（Special Supporter，2012年）
- 劇場版 HUNTER×HUNTER：緋色幻影（執行製作人，2013年）

遊戲
- 狂野歷險（動畫&視覺製作人，1996年）

### MAPPA
電視動畫
- 坂道上的阿波羅（創意製作人，2012年）
- 古町五郎 ～探！～（製作人，新潟市PR動畫，2012年）
- 東京殘響（製作統括，2014年）
- 牙狼〈GARO〉-炎之刻印-（創意製作人，2014年）
- 巴哈姆特之怒 GENESIS（製作統括，2014年）
- Punch Line（製作統括，2015年）
- 潮與虎（創意製作人，2015年－2016年）
- 牙狼〈GARO〉-紅蓮之月-（創意製作人，2015年）

電影動畫
- 這個世界的角落（企劃，2016年）
  - 這個世界（更多一些的）角落（企劃，2019年）

### Studio M2
電視動畫
- 鬼平（創意製作人，2017年）

電影動畫
- 薄墨樱 牙狼（創意製作人，2018年）

### 其它公司
電視動畫
- 網球甜心（腳本，1973年－1974年。動畫製作：東京電影）
- 大空魔龍鎧金（劇本統籌，1976年－1977年。動畫製作：東映動畫）
- 皮科里諾的冒險（日语：ピコリーノの冒険）（劇本統籌，1976年－1977年。動畫製作：日本動畫公司）
- 鐵臂馬魯斯（劇本統籌，1977年。動畫製作：東映動畫）

OVA
- 動畫交響詩森林大帝（製作人，1991年。動畫製作：手塚製作公司）

## 得獎經歷
- 第23回藤本獎（日语：藤本賞）獎勵賞
- 第7回神戶動畫獎特別獎

## 相關項目
- 蟲製作公司
- MADHOUSE
- MAPPA
- 日本動畫師列表
- 今敏